# District de Bruyères
Le district de Bruyères est une ancienne division territoriale française du département des Vosges de 1790 à 1795.
Il était composé des cantons de Bruyères, Brouvelieures, Corcieux, Docelles, Gérardmer, Girecourt et Granges.